# لورين باسكال
لورين باسكال (بالإنجليزية: Lorraine Pascale)‏ هي عارضة ومذيعة بريطانية، ولدت في 11 مايو 1973 في لندن في المملكة المتحدة.

## وصلات خارجية
- الموقع الرسمي
- لورين باسكال على موقع IMDb (الإنجليزية)
- لورين باسكال على موقع قاعدة بيانات الفيلم (الإنجليزية)
- لورين باسكال على موقع دليل عارضات الأزياء (الإنجليزية)